# Ambulyx placida
Ambulyx placida är en art av fjäril som beskrevs av Frederic Moore 1888. Den ingår i släktet Ambulyx och familjen svärmare. Inga underarter finns listade i Catalogue of Life.